# Theodor Litt
Theodor Litt, född 27 december 1880, död 16 juli 1962, var en tysk filosof och pedagog.
Litt var från 1920 professor i Leipzig. Påverkad av Wilhelm Dilthey och Georg Simmel försökte Litt i sin kulturfilosofi förena den tyska idealismens värden med moderna tankeriktningar samt i uppfostringsarbeten åstadkomma en syntes mellan kravet på individuell frihet och auktoritetsbundet tvång. Litt utgav bland annat Geschichte und Leben (1918, 3:e upplagan 1930), Individuum und Gemeinschaft (1913, 3:e upplagan 1926), Möglichkeit und Grenzen der Pädagogik (1926), Führen oder Wachsenlassen (1927) samt Herder und Kant als Deuter der geistigen Welt (1930).